# Mesacanthion hawaiiense
Mesacanthion hawaiiense är en rundmaskart som först beskrevs av Allgen 1951.  Mesacanthion hawaiiense ingår i släktet Mesacanthion och familjen Enoplidae. Inga underarter finns listade i Catalogue of Life.